# Iuliia Paratova
Iuliia Yevhevnivna Paratova (ukrainien : Юлія Євгенівна Паратова ; née le 7 novembre 1986 à Odessa) est une haltérophile ukrainienne.

## Palmarès

### Championnats d'Europe
- 2013 à Tirana
  -  Médaille d'or en moins de 53 kg.
- 2011 à Kazan
  -  Médaille d'argent en moins de 58 kg.